# Lene Vasegaard
Lene Vasegaard, född 9 februari 1940 i Frederiksberg, är en dansk skådespelare. Hon var gift med skådespelaren Henrik Wiehe. 
Vasegaard studerade vid Det kongelige Teaters elevskole 1961–1964. I slutet av 1960-talet lämnade hon Det Kongelige Teater för att verka som frilansande skådespelare och lärare i drama.
Hon spelade huvudrollen i Jon Bang Carlsens dokumentärfilm En fisker i Hanstholm och har haft mindre roller i flera filmer.

## Filmografi (urval)
- 1976 – Snuten som rensade upp
- 1993 – Svart höst